# Klokočí (okres Semily)
Obec Klokočí se nachází v okrese Semily, kraj Liberecký. Žije zde 209 obyvatel.
Obec je turistickým východiskem do Klokočských skal a na zříceninu hradu Rotštejn.

## Historie
První písemná zmínka o obci pochází z roku 1312. Ves je ale výrazně starší, byla založena v polovině 13. století jako poddanská obec hradu Rotštejn.[zdroj?]

## Pamětihodnosti obce a okolí
- Kovárna (čp. 2) vytesaná do skalního masivu, se sochou svatého Jana Nepomuckého (kulturní památka ČR)
- Boží muka (kulturní památka ČR)
- Památník Mistra Jana Husa (skalní kaple)
- Přírodní rezervace Klokočské skály
- Klokočský hrádek – pozůstatky skalního hrádku